# باشگاه فوتبال وولوس
باشگاه فوتبال وولوس (Wolues Football Club) یک باشگاه فوتبال حرفه‌ای از جزایر ویرجین بریتانیا است که در رود تاون مستقر است. این باشگاه در لیگ ملی فوتبال جزایر ویرجین بریتانیا بازی می‌کند.
این باشگاه عمدتاً، اما نه منحصراً، از مهاجران بریتانیایی و ایرلندی تشکیل شده است. این باشگاه در سال ۲۰۱۹ جام تری ایوانز را از آن خود کرد.
هنگام نامگذاری این باشگاه، حرف u با حرف v به اشتباه عوض شد اما مدیران باشگاه تصمیم به تغییر آن نگرفتند و این نام برای باشگاه ماندگار شد.